# Jao Silian
Jao Silian (kitajsko 姚思廉), z vljudnostnim imenom Džjandži (kitajsko 簡之), uradno baron Kang iz Fengchenga (豐成康男), je bil kitajski zgodovinar in politik med dinastijama Sui in Tang in glavni avtor Knjige Ljanga in Knjige Čena, * 564, † 637.
Knjigo Ljanga je začel pisati njegov oče Jao Ča, vendar je zaradi svoje smrti ni dokončal. 

## Ozadje
Rojen je bil okoli leta 564 v času dinastije Čen. Njegov oče Jao Ča je bil minister za javne službe dinastije Čen. Po njenem propadu leta 589 se je s svojo družino preselil Čangan, glavno mesto dinastije Sui, kjer je uspešno služboval kot svetovalec Jang Jonga, prestolonaslednika cesarja Vena iz Suija, in generalni tajnik palačne knjižnice. Kot tak je imel naziv vojvoda Pejdžjanga. Začel je pisati zgodovino dinastije Čen, vendar je do svoje smrti ni uspel dokončati.
Jao Silian je v svoji mladosti preučeval Knjigo Hana.  Rečeno je bilo, da je imel razen študija malo drugih želja. Pred propadom dinastije Čen je služil kot tajnik Čen Džuanga, princa Kuajdžija, sina Čenovega zadnjega cesarja Čen Šubaoja.

### Dinastija Sui
Po propadu dinastije Čen je Jao Silian služboval kot vojaški svetovalec Jang Lianga, princa Hana in sina cesarja Vena. Po očetovi smrti in obdobju žalovanja je služil kot tajnik pri vladi poveljstva Hedžjan v Hebeju. Cesarja Janga je prosil za dovoljenje,  da nadaljuje s pisanjem zgodovin Ljanga in Čena, ki ju je začel pisati njegov oče, in cesar se je s tem strinjal. Njemu in uradniku Cuidžu Dzujunu je ukazal, naj tudi vodita skupino učenjakov pri pripravi regionalnih zemljevidov in zgodovin. Jao Silian je kasneje služil kot učitelj vnuka cesarja Janga Jang Jouja, princa Daija.
Po letu 617, ko so državo Sui zajeli kmečki upori in je bil cesar v Jangdžovu, je Čangan uradno vodil Jang Jov. Leta 617 se je uprl tudi Li Juan, vojvoda Tanga, in napadel Čangan, češ da namerava za cesarja postaviti Jang Jova. Po padcu Čangana leta 617, naj bi iz mesta zbežalo vse Jang Jovovo osebje, razen Jao Siliana. General Juan je Jang Jova kmalu zatem razglasil za cesarja, ki je vladal kot cesar Gong. Ko je bil cesar Jang leta 618 ubit v Juven Huajevem državnem udaru, je Jang Jov prestol prepustil njemu. Slednji je ustanovil dinastijo Tang in vladal kot cesar Gaodzu.

### Dinastija Tang
Po ustanovitvi dinastije Tang je Jao Silian služil kot učenjak v dvorcu sina cesarja Gaodzuja in vodilnega generala Li Šimina, princa Čina.
Leta 626 je Li Šimin v sporu z rivalskima bratoma iz zasede ubil svojega  brata in prestolonaslednika Li Džjančenga in brata Li Juandžija, princa Čija, ki ga je podpiral. Cesarja Gaodzuja je s tem prisilil, da je njega imenoval za prestolonaslednika in mu nato prepustil prestol. Vladal je kot cesar Tajdzong.  
Jao Silian je postal cesarski učenjak na inštitutu Hongven. Cesar Tajdzong mu je naročil, da pod nadzorom kanclerja Vej Dženga nadaljuje pisanje  zgodovine Ljanga in Čena. Jao je, upoštevajoč tudi Šje Guijeve in Go Jevangove komentarje, delo dokončal leta 636. Cesar ga je nagradil s svilo in ga povišal v višjega svetovalca v vladnem izpitnem uradu. Rečeno je bilo, da je bil zvest in pošten svetovalec, za kar je bil večkrat nagrajen s svilo. Leta 635 je bil povišan  v barona Fengčenga.   
Umrl je leta 637 in bil s častmi pokopan v bližini grobnice cesarice Džangsun, žene cesarja Tajdzonga. Njegov vnuk Jao Šu je kasneje služil kot kancler Tajdzongove snahe, cesarica Vu Dzetjan.